# Artàban (general)
Artàban (en grec: Αρτάπανος) va ser un general persa sota les ordres de Xerxes I. Era fill d'Artasires, el cap dels hircanis. Segons Ctèsies de Cnidos, Artàban va liderar la primera onada de perses contra la força espartana a la batalla de les Termòpiles el 480 aC. Tot i que dirigia una força de 10.000 homes, van ser derrotats pels defensors espartans.
Artàban no s'esmenta per nom en la història de la batalla d'Heròdot.